# Římskokatolická farnost Lutová
Římskokatolická farnost Lutová je zaniklým územním společenstvím římských katolíků v rámci jindřichohradeckého vikariátu Českobudějovické diecéze.

## O farnosti

### Historie
Plebánie v Lutové byla zřízena v roce 1359. Ke dni 31.12.2019 farnost zanikla.
| Kostel                      | Místo    | Bohoslužba             | Bohoslužba             | Poznámka              |
| --------------------------- | -------- | ---------------------- | ---------------------- | --------------------- |
| Kostel Všech svatých        | Lutová   | sobota 1x za 14 dní    | 18.00                  | bývalý farní kostel   |
| Kostel Narození Panny Marie | Lutová   | nelze sloužit          | nelze sloužit          | zřícený poutní kostel |
| Kaple                       | Mirochov | neslouží se pravidelně | neslouží se pravidelně | obecní kaple          |
| Kaple                       | Stříbřec | neslouží se pravidelně | neslouží se pravidelně | obecní kaple          |